# かいや
株式会社かいやは山梨県甲府市に本社を置く食品メーカーである。

## 概要
山梨県食品工業団地に本社兼工場を置いている。商品は鮑の煮貝が中心であり、自社ウェブサイトも鮑の煮貝で埋め尽くされているが、アワビ以外の貝類の加工も行っている。製造された商品は百貨店やコンビニエンスストアへおもに贈呈品として出荷されるほか、自社のインターネットショッピングサイトからも注文することができる。また山梨県内ではコマーシャルメッセージを多く流しているため、知名度は高い。

## 事業所一覧
- 本社兼工場

山梨県甲府市下曽根町3330-1（山梨県食品工業団地内）